# Смирнов, Иван Семёнович
Ива́н Семёнович Смирно́в (5 апреля 1900 года, село Моисеевка, ныне Гагинский район, Нижегородская область — 13 января 1990 года, Москва) — советский военный деятель, генерал-лейтенант артиллерии (1958 год).

## Начальная биография
Иван Семёнович Смирнов родился 5 апреля 1900 года в селе Моисеевка (ныне Гагинского района Нижегородской области).

## Военная служба

### Гражданская война
В июне 1919 года вступил в ряды РККА и направлен курсантом учебной команды в составе 1-й отдельной батареи (Приволжский военный округ), а в феврале 1920 года — на 2-е Советские Петроградские артиллерийские курсы (Ленинградский военный округ), после окончания которых в сентябре был назначен на должность старшего инструктора в составе Московской лёгкой запасной артиллерийской бригады, а в феврале 1921 года — на должность командира 8-й отдельной лёгкой артиллерийской батареи этой же бригады.

### Межвоенное время
После окончания учебной команды повторной школы комсостава при Московской запасной артиллерийской бригаде в апреле 1921 года был назначен на должность командира батареи 32-го легко-артиллерийского дивизиона (11-я Петроградская стрелковая дивизия, Ленинградский военный округ), а в мае — на должность помощника командира 11-й сводной легкогаубичной учебной батареи. В августе того же года был направлен на учёбу в повторную школу комсостава Московской запасной артиллерийской бригады (Московский военный округ), после окончания которой в декабре того же года был назначен на должность командира взвода 16-х артиллерийских курсов.
В мае 1922 года был направлен на учёбу на опытно-показательные курсы Высшей артиллерийской школы (Ленинградский военный округ), после окончания которых в ноябре был направлен в 17-ю стрелковую дивизию, где служил на должностях командира взвода и помощника командира батареи 17-го легко-артиллерийского дивизиона, а с августа 1925 года — на должностях командира батареи, помощника командира дивизиона и начальника полковой школы 17-го артиллерийского полка.
В 1931 году закончил артиллерийские курсы усовершенствования командного состава и в апреле 1933 года был назначен на должность помощника командира 85-го артиллерийского полка (1-я дивизия ПВО, Московский военный округ).
После окончания курсов усовершенствования командного состава зенитной артиллерии в июне 1937 года был назначен на должность командира 191-го зенитного артиллерийского полка, в октябре того же года — на должность начальника МПВО Москвы, в августе 1939 года — на должность начальника отдела ПВО Калининского военного округа, в июле 1940 года — на должность начальника 1-го отдела Управления ПВО — помощника командующего войсками по ПВО Прибалтийского военного округа, а в мае 1941 года — на должность начальника штаба Северо-Западной зоны ПВО там же.

### Великая Отечественная война
С началом войны Смирнов находился на прежней должности в составе Северо-Западного фронта.
В декабре 1941 года был назначен на должность командира Рыбинско-Ярославского, в октябре 1942 года — на должность командира Куйбышевского, в марте 1943 года — снова на должность командира Рыбинско-Ярославского дивизионных районов ПВО, а в феврале 1944 года — на должность командующего Львовским корпусным районом ПВО (Западный фронт ПВО). В марте 1944 года управление района ПВО было передислоцировано из Орла в Житомир. 21 апреля 1944 Львовский корпусной район ПВО был преобразован в 8-й корпус ПВО (Южный фронт ПВО), а Смирнов был назначен на должность командира этого же корпуса. К 12 июля 1944 штаб корпуса был передислоцирован в Проскуров, к 23 августа — во Львов. Корпус выполнял задачи по обороне от воздушного противника Коростеня, Проскурова, железнодорожных и шоссейных коммуникаций, мостов и переправ, станций выгрузки войск. В декабре 1944 года корпус под командованием Смирнова был включён в состав Юго-Западного фронта ПВО и выполнял задачи в интересах 1-го и 4-го Украинских фронтов, а с марта 1945 года прикрывал объекты на территории Львовского военного округа.

### Послевоенная карьера
В мае 1945 года Смирнов был назначен на должность начальника штаба Центрального фронта ПВО, в ноябре — на должность Центрального округа ПВО, в июне 1946 года — на должность начальника штаба — 1-го заместителя командующего войсками Северо-Западного округа ПВО. В сентябре 1948 года Иван Семёнович Смирнов был освобождён от занимаемой должности и в октябре того же года был направлен на учёбу на высшие академические курсы при Артиллерийской академии имени Ф. Э. Дзержинского, после окончания которых в ноябре был назначен на должность командующего войсками Минского района ПВО, в августе 1954 года — на должность командира Минского корпуса ПВО, в августе 1956 года — на должность заместителя командующего войсками Белорусского военного округа по войскам ПВО страны, а в октябре 1958 года — на должность начальника войск ПВО — заместителя командующего войсками Белорусского военного округа по ПВО.
Генерал-лейтенант артиллерии Иван Семёнович Смирнов в августе 1960 года вышел в запас.
Умер 13 января 1990 года в Москве. Похоронен на Троекуровском кладбище.

## Награды
- Орден Ленина 21.02.1945[3]);
- Два ордена Красного Знамени (03.11.1944[3], 1949[3]);
- Орден Кутузова 2 степени (22.11.1944);
- Два ордена Отечественной войны 1 степени (29.03.1944, 06.04.1985);
- Орден Красной Звезды (1943);
- Медали.